# Хааке, Бернд
Бернд Хааке (нем. Bernd Haake; 14 января 1946, Билефельд, Германия) — немецкий хоккейный тренер.

## Карьера
В качестве хоккеиста выступал за различные команды Бремена и Зоста. После окончания карьеры, в 27 лет, Хааке занялся тренерским делом. В качестве инструктора он ездил развивать хоккей в Австралию, Новую Зеландию, ЮАР и Бразилию. Затем он работал с юношами клуба "Изерлон Рустерс", а также с командами Намибии и Виндхука по инлайн-хоккею.
С 1992 по 1997 гг. Бернд Хааке входил в тренерский штаб немецкой команды "Кёльнер Хайе". В ней он помогал россиянину Владимиру Васильеву. В 1995 году Хааке в качестве помощника главного тренера выиграл Немецкую хоккейную лигу. В 1999 году специалист перешел на самостоятельную работу в Италию. В первом же сезоне он завоевал титул чемпиона страны с "Больцано". Затем немец менее успешно трудился с рядом других клубов. В 2006 году он привел к победе "Штерцинг Бронкос" в Серии B.
С 2006 по 2012 гг. тренер работал ассистентом в "Изерлоне Рустерс", после чего возглавил сборную Литвы. Хааке согласился работать бесплатно и привозил необходимый инвентарь. Параллельно тренер занимался с молодежной сборной Литвы и "Энергией" из Электреная. В 2018 году немец добился с литовцами повышения в классе, победив на домашнем Чемпионате мира в группе "Б" Первого дивизиона. 

## Достижения

### Тренер
- Чемпион Серии А (1): 2000.
- Чемпион Серии B (1): 2006.
- Победитель Чемпионата мира в Первом дивизионе (группа "Б") (1): 2018.

### Ассистент
- Чемпион Германии (1): 1995.